# O Segredo É Louvar
O Segredo É Louvar é o décimo sexto álbum de estúdio da cantora brasileira Lauriete, lançado no ano de 2001.
Produzido por Jairinho Manhães, o álbum vendeu mais de 500 mil cópias, sendo certificado como Disco de Platina Dupla. No ano de lançamento, a obra ganhou uma versão audiovisual em VHS, gravada no Ginásio Álvares Cabral, em Vitória, no Espírito Santo. 
O trabalho conta com sucessos como "Deus dos Deuses", "O Segredo é Louvar", "Chame Por Ele", "Somente Cante", dentre outras canções.

## Lançamento e recepção
| Críticas profissionais | Críticas profissionais |
| Avaliações da crítica  | Avaliações da crítica  |
| Fonte                  | Avaliação              |
| ---------------------- | ---------------------- |
| Super Gospel           | [ 3 ]                  |

O Segredo é Louvar foi lançado em 2001 pela Praise Records e recebeu avaliações favoráveis da mídia especializada. O site Super Gospel classificou o trabalho como uma continuação eficaz do álbum Palavras, destacando que "Lauriete explora aspectos ainda novos em sua música".
Em 2016, foi classificado pelo Super Gospel o 95º melhor álbum da década de 2000.

## Faixas
1. O Segredo é Louvar (Elizeu Gomes)
2. Glória ao Senhor (Marcelo Manhães)
3. Chame Por Ele (Daniel e Samuel)
4. Adoração (Roque Lírio)
5. Poder de Deus (Ademilson da Silva e Lauriete)
6. Deus dos Deuses (Elizeu Gomes)
7. Somente Cante (Rozeane Ribeiro)
8. Vencedor (Ronaldo Martins e Lauriete)
9. Varão de Fogo (Washington Luiz)
10. Teu Deus, Teu Senhor (Naum)
11. Teu Amor Me Faz Assim (Elizeu Gomes)
12. Honra e Glória (Naum)